# دونكان درو
دونكان درو (11 نوفمبر 1976 في نيوزيلندا - ) (بالإنجليزية: Duncan Drew)‏ هو لاعب كريكت نيوزلندي.

## وصلات خارجية
- دونكان درو على موقع إي آس بي آن كريك إنفو (الإنجليزية)